# Scintharista saucia
Scintharista saucia är en insektsart som först beskrevs av Carl Stål 1873.  Scintharista saucia ingår i släktet Scintharista och familjen gräshoppor. Inga underarter finns listade i Catalogue of Life.